# Portretul Adèlei Besson
Portretul Adèlei Besson este o pictură în ulei pe pânză în stil postimpresionist realizată de Auguste Renoir în 1918, reprezentând-o pe soția lui George Besson.
Cuplul a oferit un număr mare de lucrări Muzeului de Arte Frumoase din Besançon (Franța). Colecția lor a constat din opere de artă contemporană (începutul secolului al XX-lea). Aducerea colecției la muzeu a provocat extinderea clădirii acestuia, inclusiv construcția scării centrale de către Louis Miquel (student al lui Le Corbusier). Această pictură face parte din moștenirea lor.